# Рикаарт, Грег
Гре́гори Э́ндрю Ри́каарт (англ. Gregory Andrew Rikaart ; род. 26 февраля 1977, Бруклин, Нью-Йорк, США) — американский актёр. Лауреат Дневной премии «Эмми» за лучшую мужскую роль второго плана в драматическом сериале за 2005 год.

## Биография
Родился в Бруклине 26 февраля 1977 года. Вырос на Статен-Айленде в Нью-Йорке. С отличием окончил Университет Вилланова в штате Пенсильвания. Во время обучения в колледже проходил стажировку в качестве помощника конгрессмена на Капитолийском холме в Вашингтоне. У актёра есть сестра Кэри и два племянника, Николас и Люк.
Рикаарт, открытый гомосексуал. В июне 2013 года актёр рассказал прессе о том, что у него сложились отношения с писателем Робертом Саддатом. Он опубликовал фотографию со своим молодым человеком под заголовком: «Не поженимся в ближайшее время, но, тем не менее, празднуем закон о равенстве сегодня вечером», в ответ на решение Верховного суда США, разрешившему в стране однополые браки. Рикаарт и Саддат сочетались браком 9 мая 2015 года. Их первенец-сын родился 12 июня 2016 года от суррогатной матери.

### Карьера
В начале актёрской карьеры в Голливуде снялся в таких сериалах, как «Девочки Гилмор» и «Основа для жизни». Первый крупный успех ему принесло исполнение роли Дэвида в сериале «Лето наших надежд».
В 2003 году актёр приобрёл широкую известность после того, как исполнил роль Кевина Фишера в сериале «Молодые и дерзкие» на канале Си-би-эс. В мае 2017 года Рикаарт подтвердил свои ранние сообщения о том, что он покинет проект в следующем месяце. Однако 3 августа официальная учётная запись в Твиттере сериала «Молодые и беспокойные» сообщила, что актёр вернётся к участию в проекте. В сентябре в журнале «Недельные развлечения» появилось сообщение о том, что Рикаарт приступил к  двухнедельным съёмкам.
В 2005, 2006, 2007, 2008, 2018 годах актёр номинировался на Дневную премию «Эмми» в категории «Лучшая мужская роль второго плана в драматическом сериале». В 2005 году он был удостоен этой награды.